# Hřbitov Errancis

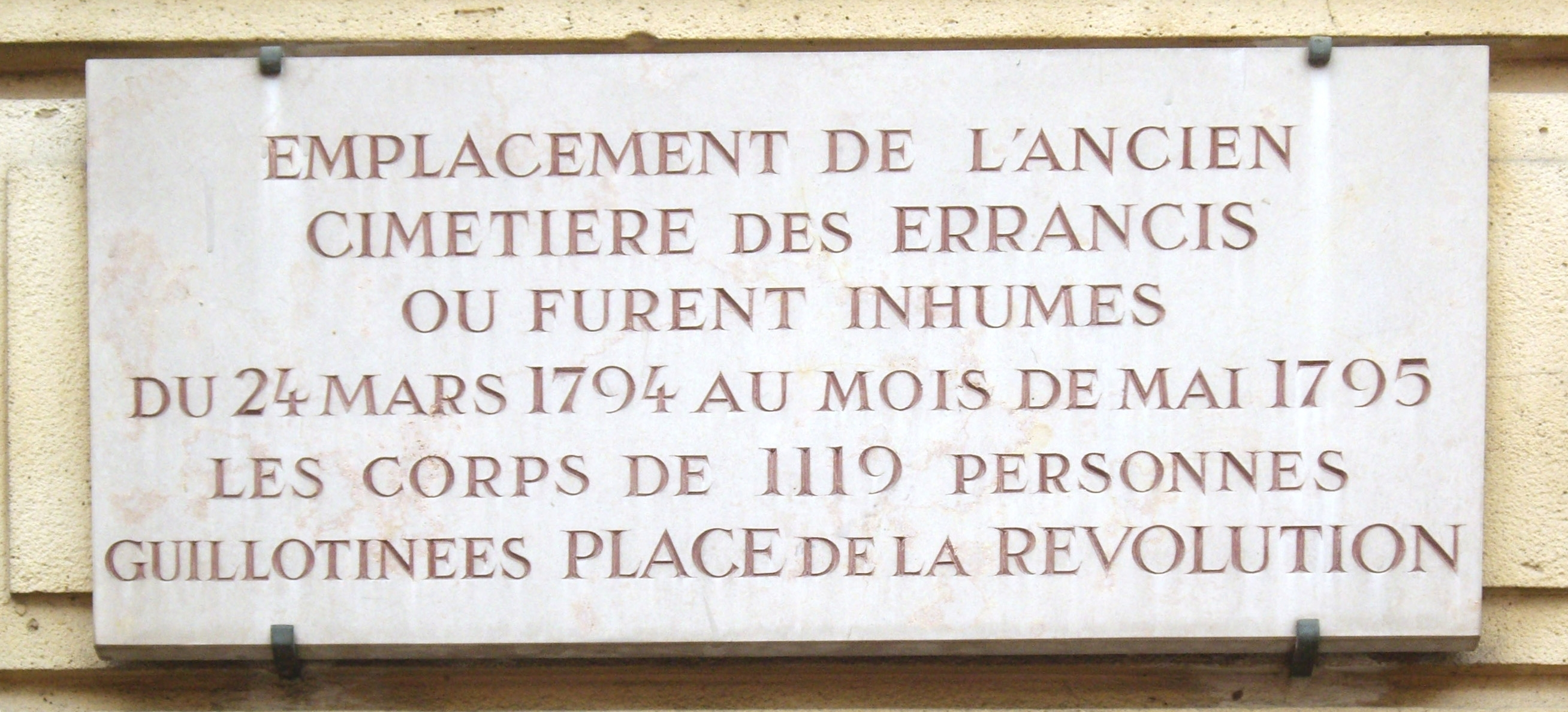
Pamětní deska s upomínkou na gilotinované

Hřbitov Errancis (francouzsky Cimetière des Errancis) je zaniklý hřbitov v Paříži z období Francouzské revoluce. Jeho název je odvozen od pomístního jména, které vzniklo ze slova „les estropiés“ (mrzáci).

## Historie
Na konci 18. století za tehdejšími městskými hradbami byla pustina táhnoucí se od ulice Rue du Rocher až k dnešnímu parku Monceau.
Vybraný pozemek sloužil nejprve jako běžný hřbitov, v období hrůzovlády (počátek června 1793 – konec července 1794) sloužil jako pohřebiště pro popravené gilotinou na Place de la Révolution (dnešní Place de la Concorde). Bylo zde pohřbeno 1119 popravených. Na vstupu do hřbitova se nacházela deska s nápisem „Dormir, enfin“ („Spát, konečně“).
Při prodloužení ulic Rue Miromesnil a Boulevard Malesherbes v 19. století byl hřbitov zrušen. Kosterní pozůstatky, které byly při stavbě vykopány, byly převezeny do pařížských katakomb, kde byly uloženy bez ladu a skladu.
Z významných osob z období Francouzské revoluce zde byli pohřbeni:
- 6. listopadu 1793: Ludvík Filip II. Orleánský
- 5. dubna 1794: tzv. „shovívaví“, např. Georges Danton, Camille Desmoulins, Fabre d'Églantine, Marie-Jean Hérault de Séchelles
- 13. dubna 1794: Lucile Desmoulins, manželka Camille Desmoulinse
- 22. dubna 1794: Guillaume-Chrétien de Lamoignon de Malesherbes, obhájce Ludvíka XVI.
- 8. května 1794 : Antoine Lavoisier, chemik
- 10. května 1794: Alžběta Filipína Francouzská, sestra Ludvíka XVI.
- 28. července 1794: jakobíni, např. Maximilien Robespierre, jeho bratr Augustin Robespierre, Louis de Saint-Just, Georges Couthon, Antoine Simon
- 7. května 1795: Antoine Quentin Fouquier-Tinville, prokurátor revolučního soudu